# Łąki Pyzdrskie
Łąki Pyzdrskie – dawna osada leśna w Polsce położona w województwie wielkopolskim, w powiecie wrzesińskim, w gminie Pyzdry.
Do 1954 znajdowała się w granicach miasta Pyzdry, a po jej wyłączeniu weszła w skład gromady Ciemierów Kolonia. 31 grudnia 1971 gromadę zniesiono, a Łąki Pyzdrskie włączono do gromady Pyzdry w tymże powiecie.